# Ladislav Heryán
Ladislav Heryán (* 24. února 1960 Petřvald; přezdívaný Ládys) je římskokatolický kněz, salesián, pedagog.

## Život
Narodil se v Petřvaldu u Nového Jičína 24. února 1960. Vystudoval Střední průmyslovou školu stavební v Ostravě, od 17 let se účastnil tajného teologického studia. Od roku 1979 studoval stavební fakultu VUT v Brně a v létě 1981 se tajně stal salesiánem. Po absolvování vysoké školy a základní vojenské služby pracoval v brněnské panelárně a pokračoval ve studiu teologie. V roce 1987 emigroval přes Rakousko do Říma s cílem dokončit studium teologie a vstoupit do misií v Africe. Po revoluci byl však řádovými představenými požádán, aby se po dostudování postgraduálního studia na Papežském biblickém institutu (Biblicum) a přijetí kněžského svěcení (18. června 1994) vrátil do Československa. Po deseti letech se v roce 1997 vrátil do České republiky.
Od roku 1997 působil na Teologické fakultě Jihočeské univerzity (TF JU), založené roku 1991, kde do roku 2002 vyučoval biblistiku, řečtinu a hebrejštinu. V letech 2000–2002 byl současně pověřeným vedoucím katedry biblických věd na TF JU. Kromě toho byl v letech 1997–2002 ředitelem Salesiánské komunity studentů v Českých Budějovicích a v letech 1998–2002 vedl jako administrator in spiritualibus farnost v Suchém Vrbném v Českých Budějovicích.
Od září 2002 působil Ladislav Heryán v Praze jako ředitel a kaplan salesiánské komunity v Praze-Kobylisích. Od roku 2003 je vyučujícím novozákonní biblistiky a garantem předmětu Nový zákon na Institutu ekumenických studií Evangelické teologické fakulty UK. V září 2009 obhájil na Cyrilometodějské teologické fakultě Univerzity Palackého v Olomouci disertační práci z biblické teologie Parrhesia. Dějiny pojmu a jeho užití v janovské literatuře a stal se doktorem teologie. V letech 2004–2011 působil jako ředitel salesiánského domu v Praze-Kobylisích. V roce 2005 se stal také externím učitelem biblistiky na Vyšší odborné škole Jabok v Praze, od roku 2007 interním učitelem biblistiky. V letech 2006–2014 byl zaměstnancem Salesiánského střediska mládeže, o.p.s, v Praze-Kobylisích. Od roku 2016 je také externím učitelem biblistiky na Cyrilometodějské teologické fakultě Univerzity Palackého v Olomouci.
Bývá označován za pastora undergroundu, kázal při pohřbu Ivana Martina Jirouse v Kostelním Vydří 19. listopadu 2011 a vedl též rozloučení s Filipem Topolem 26. června 2013.
Ladislav „Ládys“ Heryán je pravidelným návštěvníkem a dlouholetým knězem Trutnoff Open Air Festivalu. Pravidelně zde na hlavním pódiu slouží Open Air bohoslužby.
Heryán není monarchista, ale pravidelně se účastní Tříkrálového pochodu za monarchii, který organizuje Petr Placák a skupina monarchistů okolo časopisu Babylon a tradičně jej zakončuje modlitbou za vyhnání zlých sil z Pražského hradu.
Jako filozof a zpěvák je častým hostem TV Noe.
Je jedním z kaplanů ve Vazební věznici Praha Ruzyně.

## Dílo
- Exotova abeceda. Praha: Portál, 2021. 173 s. ISBN 978-80-262-1755-8.
- Sami na této zemi?: o Boží přítomnosti mezi námi. Praha: Portál, 2019. 151 s. ISBN 978-80-262-1538-7.
- Stopařem na této zemi: o Boží velkorysosti mezi námi. Praha: Portál, 2017. 150 s. ISBN 978-80-262-1268-3.
- Exotem na této zemi: o Božím milosrdenství mezi námi. Praha: Portál, 2016. 143 s. ISBN 978-80-262-1099-3.
- Smíření jako křesťanský paradox u apoštola Pavla. In: TICHÝ, Ladislav, ed. a OPATRNÝ, Dominik, ed. Apoštol Pavel a Písmo: sborník příspěvků z konference. Olomouc: Univerzita Palackého v Olomouci, 2009. s. 69–75. Sborníky. ISBN 978-80-244-2465-1.
- Bůh mluví: mýtus, nebo skutečnost? [Studie]. Teologické texty: časopis pro teoretické a praktické otázky teologie. 2005, č. 2. ISSN 0862-6944. Dostupné také z: https://www.teologicketexty.cz/casopis/2005-2/Buh-mluvi-mytus-nebo-skutecnost.html Přístup také z: https://www.teologicketexty.cz/casopis/autori/autor/Heryan-Ladislav.html
- Úvod do Nového zákona: pro katechety, učitele náboženství a pastorační asistenty. Zpracoval Ladislav Heryán. České Budějovice: Teologická fakulta Jihočeské univerzity v Českých Budějovicích, 1997. 83 s.

PŘEKLADY
- z angličtiny:
  - HARRILL, James Albert. Pavel apoštol: jeho život a odkaz v kontextu Římské říše. Praha: Mladá fronta, 2015. 303 s. ISBN 978-80-204-3244-5.
  - VANIER, Jean. Cesta k lidství. Praha: Portál, 2004. 158 s. ISBN 80-7178-805-8.
- z italštiny:
  - BOSCO, Jan. Můj život pro mladé: vzpomínky zakladatele salesiánů. 2. vyd. Praha: Portál, 2014. 226 s. ISBN 978-80-262-0767-2.
  - FERRERO, Bruno. Šťastní rodiče. 2. vyd. Praha: Portál, 2014. 147 s. ISBN 978-80-262-0635-4.
  - FERRERO, Bruno. Deset slov o víře. Praha: Portál, 2011. 182 s. ISBN 978-80-7367-840-1.
  - FERRERO, Bruno. Vychovávej jako Don Bosco. Praha: Portál, 2007. 143 s. ISBN 978-80-7367-294-2.
  - SKALICKÝ, Karel. V zápase s posvátnem: náboženství v religionistickém bádání. Brno: Centrum pro studium demokracie a kultury, 2005. 319 s. Cogitatio religionis, 2. Studium, sv. č. 173. ISBN 80-7325-054-3.

ROZHOVORY
- HERYÁN, Ladislav a BERÁNEK, Josef. U Božího Mlýna. 1. vyd. V Praze: Vyšehrad, 2018. 292 s. ISBN 978-80-7601-046-8.
- HERYÁN, Ladislav a VAĎURA, Petr. Země bez obzoru. 2. vyd. V Praze: Vyšehrad, 2018. 270 s. Rozhovory nad Biblí; svazek 8. ISBN 978-80-7601-050-5.